# グリース (ミュージカル)
『グリース』（英語：Grease）は、1971年に、ジム・ジェイコブスとウォーレン・ケイシーによって書かれたミュージカルで、題名は整髪料に由来している。
シカゴでの初演は1971年。ニューヨーク・マンハッタンのエデン劇場での初演は1972年2月14日。オフ・ブロードウェイ劇場であるが、ミュージカル作品はトニー賞の資格があるとみなされた。トニー賞に於いて最優秀ミュージカル作品賞を始め7部門でノミネートされた。1972年6月にブロードウェイに移動した。3388回を数えるロングラン公演となった。

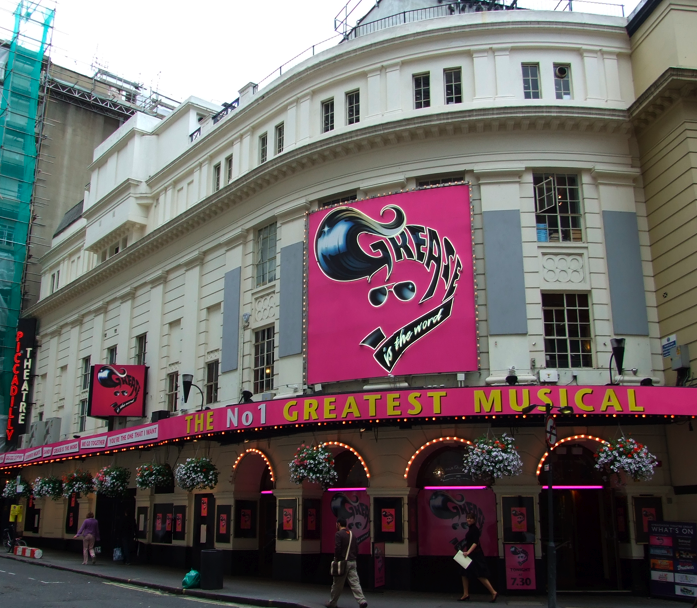
ポスター

1978年にパラマウント映画により映画化された（『グリース (映画)』を参照）。2016年には、テレビでのライブミュージカル『グリース：ライブ』(Grease: Live)が放映された。

## 日本での公演
- 東宝ミュージカル グリース（1977年11月3日 - 27日、日本劇場）
- グリース ロックンロール・ミュージカル（1981年9月4日 - 13日、水道橋労音会館）
- グリース ロックンロール・ミュージカル（1982年5月5日 - 18日、サンシャイン劇場）
- サンバードミュージカル「グリース」（1988年9月17日 - 25日、10月18日 - 10月27日、東京厚生年金会館）
  - 札幌と大阪でも公演あり。
- ミュージカル「グリース」（2008年10月20日 - 11月4日、青山劇場 / 11月14日 - 17日、シアターBRAVA!）
- ミュージカル「GREASE」（2021年10月30日・31日、シアター1010 / 11月4日 - 7日、御園座 / 11月11日 - 12月5日、シアタークリエ / 12月9日 - 12日、新歌舞伎座 / 12月17日 - 19日、相模女子大学グリーンホール）

### キャスト・スタッフ
|                        | 1977年           | 1981-2年            | 1988年                 | 2008年                 | 2021年                                                                      |
| ---------------------- | ---------------- | ------------------- | ---------------------- | ---------------------- | --------------------------------------------------------------------------- |
| ダニー                 | あおい輝彦       | 豊田真治 井上和彦   | 天宮良                 | 生田斗真               | 三浦宏規                                                                    |
| サンディ               | 由美かおる       | 笹木綾子            | 早見優                 | 神田沙也加             | 屋比久知奈                                                                  |
| リッゾ                 | 夏純子           | 戸田恵子            | 三原じゅん子           | 藤本美貴               | 田村芽実                                                                    |
| ケニッキー             | 尾藤イサオ       | 中村秀利 中尾隆聖   | 高橋克典               | 屋良朝幸               | 有澤樟太郎                                                                  |
| ドゥーディ             | 野口あきら       | 難波圭一 三ツ矢雄二 | 柴本広之               | 植木豪                 | 内海啓貴                                                                    |
| ヴィンス・フォンテーン | 糸居五郎         | 玄田哲章 菅谷勇     | マイケル富岡           | 赤坂泰彦               | 加藤潤一                                                                    |
| マーティ               |                  | 大石千秋            | 北村岳子               | 高橋あすか             | 城妃美伶                                                                    |
| ジャン                 |                  | 湖奈美歌            | 樋口沙絵子             | 今泉由香               | MARIA-E                                                                     |
| フレンチー             |                  | 高島雅羅            | 太田美鈴               | 本田有花               | まりあ                                                                      |
| ソニー                 |                  | 矢山治              | 岸波英祐               | 後藤晋良               | 神里優希                                                                    |
| ロジャー               |                  | 長谷部智明 水島裕   | 韮沢優一               | 中島大介               | 皇希                                                                        |
| ティーンエンジェル     |                  | 荒川務 井上和彦     | マイケル富岡           | 赤坂泰彦               | 石井一孝 上口耕平 太田基裕 こがけん 斎藤司（トレンディエンジェル） 原田優一 |
| ミス・リンチ           |                  | 高橋和枝            | 奈美悦子               | 吉崎伶                 | 可知寛子                                                                    |
| ユージーン             |                  | 須藤和文            | 斉木としや             | 柏木佑介               | 高瀬雄史                                                                    |
| パティ                 |                  | 河野玲子 柳裕子     | 岩間沙織               | 保泉沙耶               | 濵平奈津美                                                                  |
| チャチャ               |                  | 佐藤美嶺            | 並木亜美               | 福田えり               | 髙橋莉瑚                                                                    |
| ジョニー・カジノ       |                  | 中村秀利 中尾隆聖   | セリカ                 | 後藤健流               | ユーリック武蔵                                                              |
| 演出                   | 本間忠良         | 野沢那智            | 大林宣彦               | 菅野こうめい           | 上田一豪                                                                    |
| 振付                   | ジュン・キョウヤ | 中川久美            | シュニー・パルミサーノ | リチャード・ピークマン | 藤林美沙                                                                    |
| 制作                   | 東宝             | 劇団薔薇座          | あすプロモーション     | フジテレビジョン       | 東宝                                                                        |